# Butchayyapeta
Butchayyapeta là một mandal thuộc huyện Visakhapatnam, bang Andhra Pradesh.